# 天主教三民救世主堂
22°37′59″N 120°19′12″E / 22.633172045846873°N 120.32002273004738°E
救世主堂，位於中華民國高雄市三民區建國一路271號之天主教教堂。
在救世主堂被正式定名前，該地原為聖若瑟修道院，由於天主教教友也會至此地參加彌撒，為維持修道院與教友活動能均衡發展，時任教區主教-鄭天祥主教，於1969年委派奧斯定會董鳳藻神父開堂，並於1969年11月9日立為新堂區，定名為救世主堂。
在聖若瑟修院關閉，另立聖若瑟中心之前，救世主堂曾是台灣唯一修院院長兼任本堂神父的聖堂。該堂歷任本堂神父至今共計12任。

## 歷史沿革
- 1948年：建立聖若瑟修道院。
- 1969年：鄭天祥主教將修道院與教堂分開，委任董鳳藻神父正式開堂，該神父定名為救世主堂。

## 建築特色
教堂上方的圓意為地球，十字架位於地球之上；其代表意義為JHS（拉丁文 Jesus hominum Salvator）或IHS（希臘文 Iesus Hagiator Soter ）：耶穌基督是人們的救世主。

## 外部連結
- 天主教高雄教區救世主堂部落格 （页面存档备份，存于）
- 天主教高雄教區救世主堂Faebook